# Ranjangaon S
Ranjangaon S es una ciudad censal situada en el distrito de Aurangabad en el estado de Maharashtra (India). Su población es de 42807 habitantes (2011). Se encuentra a 15 km de Aurangabad.

## Demografía
Según el censo de 2011 la población de Ranjangaon S era de 42807 habitantes, de los cuales 23019 eran hombres y 19858 eran mujeres. Ranjangaon S tiene una tasa media de alfabetización del 86,17%, superior a la media estatal del 82,34%: la alfabetización masculina es del 92,19%, y la alfabetización femenina del 79,22%.